# David Brewster
Sir David Brewster (ur. 11 grudnia 1781 w Jedburgh, zm. 10 lutego 1868 w Allerby) – szkocki fizyk, rektor uniwersytetów – św. Andrzeja od 1838 i Edynburskiego od 1859. Zajmował się między innymi polaryzacją światła, czym przyczynił się do odkrycia kąta Brewstera. Wynalazł kalejdoskop, który mógł się według niego przydać do projektowania dywanów. Wynalezienie przez niego stereoskopu soczewkowego stanowiło znaczny postęp w stosunku do wynalazku stereoskopu zwierciadlanego Wheatstone'a. Laureat Medalu Rumforda, Medalu Copleya oraz Pour le Mérite za Naukę i Sztukę (1847).

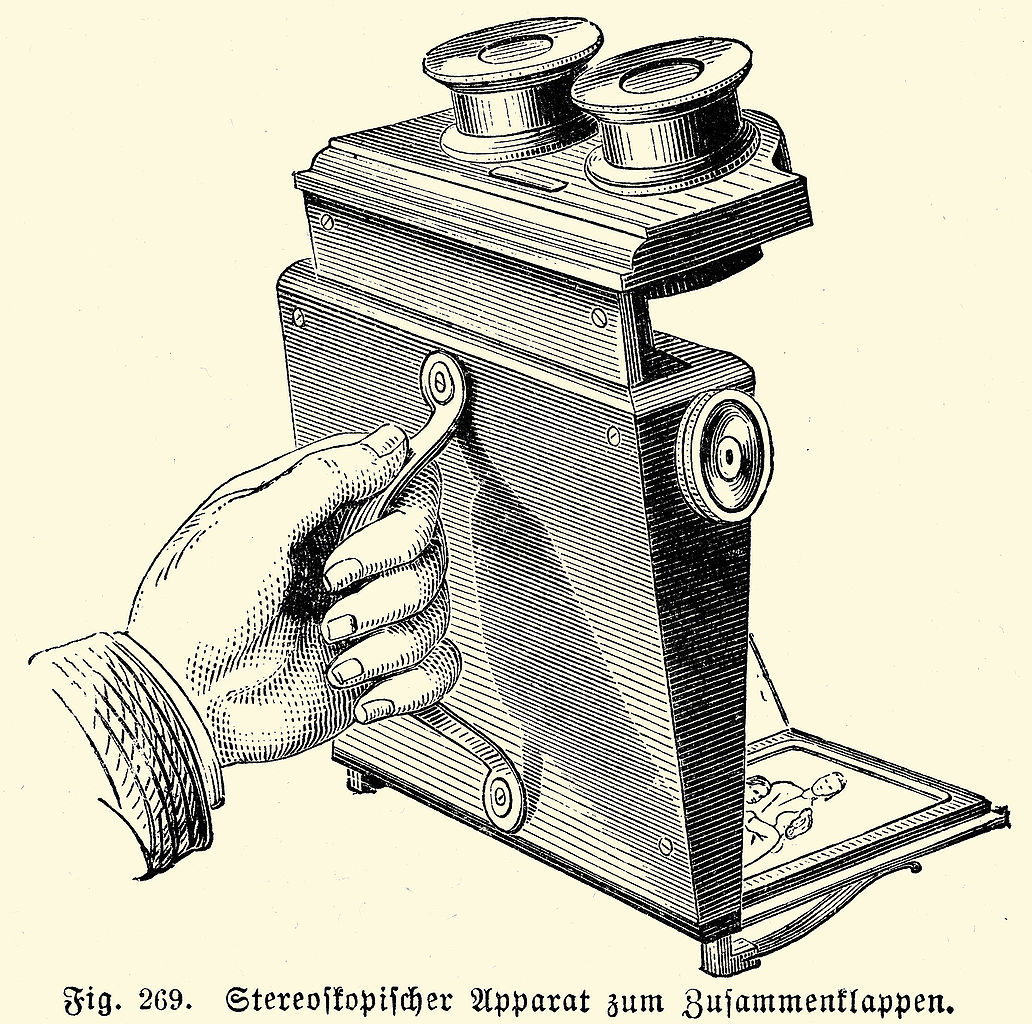
Składany stereoskop soczewkowy typu Brewstera 1877